# 冉求

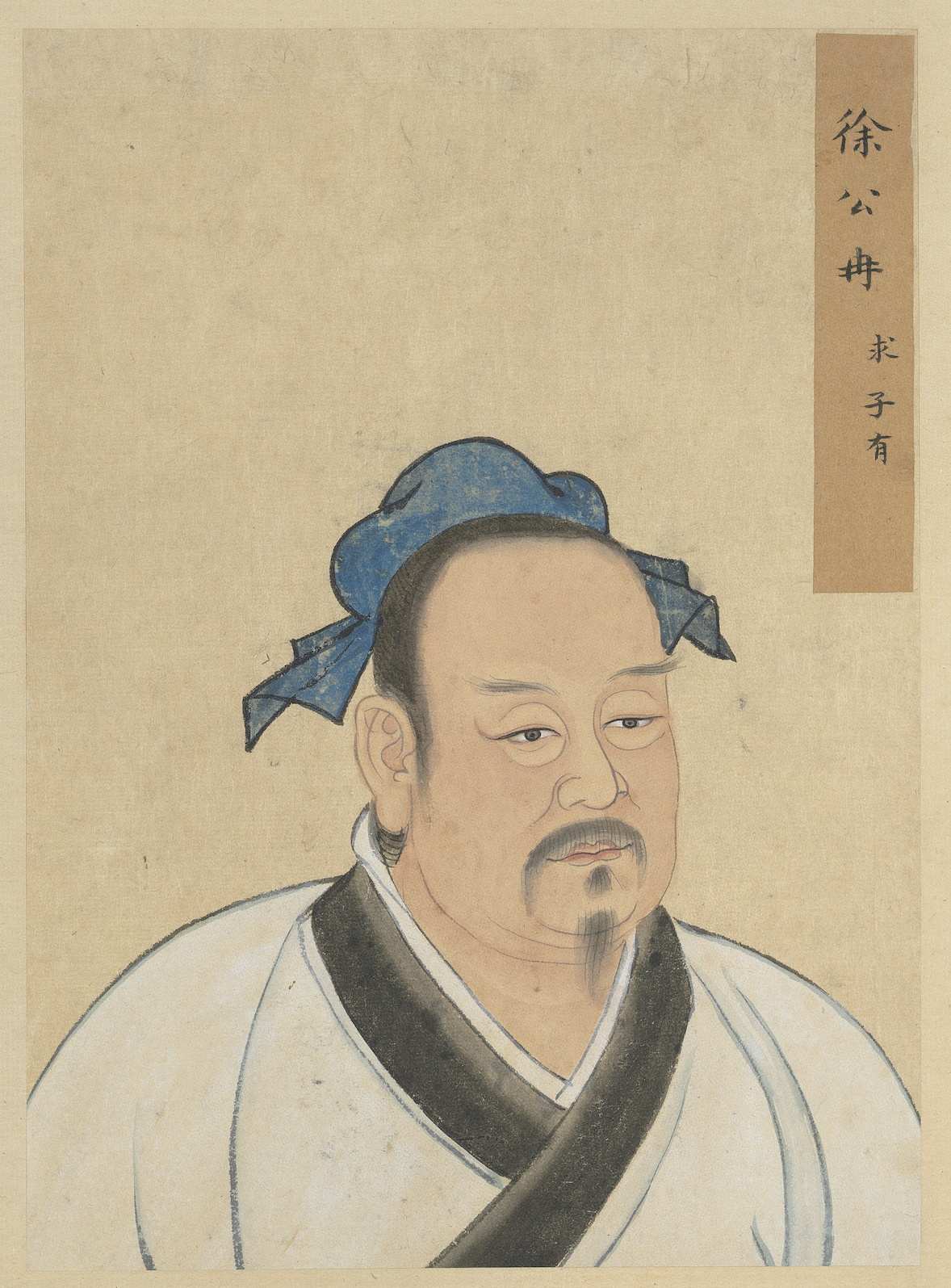
冉求像（國立故宮博物院藏）。

冉求（前522年—前489年），名求，字子有，亦稱冉有，東周春秋時代鲁国（今山东曲阜）人。孔子弟子，少孔子二十九岁。與冉伯牛、冉仲弓同族。
冉有多才多藝、性格謙遜、長於政事。政治能力較強，名列「孔門十哲」之政事科。

## 生平
鲁昭公二十年（前522年）出生。孔子仕魯期間，擔任孔子的家臣。孔子離魯。周遊列國，冉求也追隨孔子。哀公年間，冉求回魯，成為季康子的家臣，魯哀公十一年（前484年），冉有從衛國接孔子回到魯國。孔子晚年歸隱魯國，冉有出力不少。
冉有曾為季氏徵稅而被孔子責備，《論語·先進篇》記載：“季氏富於周公，而求也為之聚斂而附益之。子曰：非吾徒也，小子鸣鼓而攻之可也！”《論語·先進篇》也有一篇《子路、曾皙、冉有、公西華侍坐》：冉求表達了自己願治方圓六七十里或五六十里的小國，能使足民，一說是人口充足，一說是民眾富足。

## 評價
- 孔子稱贊其才可於千戶大邑，百乘兵馬之家，勝任總管職務；
- 孔子：「所謂大臣者：以道事君，不可則止。今由與求也，可謂具臣矣。」[1]
- 孔子：「若臧武仲之知，公綽之不欲，卞莊子之勇，冉求之藝，文之以禮樂，亦可以為成人矣。」[2]

## 歷代追封
唐赠徐侯，宋封彭城翁，後封徐公。